# Contea di Dakota (Minnesota)
La contea di Dakota in inglese Dakota County è una contea dello Stato del Minnesota, negli Stati Uniti. La popolazione al censimento del 2000 era di 355 904 abitanti. Il capoluogo di contea è Hastings